# The War on Drugs
The War on Drugs je americká rocková skupina, založená v roce 2005 ve Filadelfii. Původní sestavu tvořili zpěvák a multiinstrumentalista Adam Granduciel a kytarista Kurt Vile, které doplnili baskytarista Dave Hartley, bubeník a varhaník Charlie Hall a bubeník Kyle Lloyd. Vile ze skupiny odešel v roce 2009 a rovněž Hall s Lloydem zde nevydrželi dlouho; později se ve skupině vystřídalo několik dalších hudebníků, až se v roce 2014 její sestava ustálila na: Adam Granduciel, Dave Hartley, Robbie Bennett (klávesy, kytara), Charlie Hall (bicí), Jon Natchez (saxofon, klávesy) a Anthony LaMarca (kytara, klávesy). Počínaje rokem 2021 se skupinou vystupuje také Eliza Hardy Jones. V roce 2016 skupina přispěla coververzí písně „Touch of Grey“ od Grateful Dead na tributní album Day of the Dead. Za album A Deeper Understanding (2017) získala cenu Grammy.

## Členové
- Adam Granduciel – zpěv, kytara, harmonika, klávesy, sampler (2005–dosud)
- David Hartley – baskytara, kytara, doprovodné vokály (2005–dosud)
- Robbie Bennett – klávesy, kytara (2010–dosud)
- Charlie Hall – bicí (2013–dosud), varhany (2008)
- Jon Natchez – saxofon, klávesy (2014–dosud)
- Anthony LaMarca – kytara, klávesy, doprovodné vokály (2014–dosud)
- Eliza Hardy Jones – klávesy, kytara, perkuse, doprovodné vokály (2021–dosud)

### Dřívější členové
- Kurt Vile – kytara, klávesy, doprovodné vokály (2005–2009)
- Kyle Lloyd – bicí (2008)
- Mike Zanghi – bicí, perkuse, sampler (2008–2010)
- Steven Urgo – bicí, perkuse, sampler (2010–2012)
- Patrick Berkery – bicí, perkuse (2012–2013)

## Diskografie

### Studiová alba
- Wagonwheel Blues (2008)
- Slave Ambient (2011)
- Lost in the Dream (2014)
- A Deeper Understanding (2017)
- I Don't Live Here Anymore (2021)

### Koncertní alba
- Live Drugs (2020)
- Live Drugs Again (2024)[3]

### EP
- Barrel of Batteries (2008)
- Future Weather (2010)